# Attilio Maggiani
Attilio Maggiani (La Spezia, 8 aprile 1893 – La Spezia, 2 dicembre 1965) è stato un allenatore di calcio e calciatore italiano, di ruolo difensore.

## Carriera
Milita per diversi anni nel Casale, con cui è campione d'Italia nella stagione 1913-1914.
In seguito passa allo Spezia, con cui disputa in totale 65 gare segnando 2 gol a partire dal 1919 e successivamente nei campionati di Prima Categoria 1920-1921, Prima Divisione 1921-1922, 1922-1923 e 1923-1924.
Terminata la carriera da calciatore, allena lo Spezia in Serie B nelle stagioni 1929-1930 e 1930-1931.

## Palmarès

### Giocatore

#### Competizioni nazionali
- Campionato italiano: 1

Casale: 1913-1914